# Villa Svastika
Villa Svastika var et landsted tegnet af arkitekten Povl Baumann for Carlsberg-arvingen Vagn Jacobsen og bygget i 1926-27 i colonial style. Det lå ved Strandvejen i Hørsholm Kommune, men blev revet ned i 1983.

## Historie
Byggeomkostningerne var dengang et uhørt stort beløb på 1 million kroner. Haveanlægget var udført af landskabsarkitekten G.N. Brandt og udnyttede den skrånende grund, der var inddelt i plateauer med forskellige temaer.
I 1962 blev villaen solgt for 200.000 kroner. Den nye ejer ønskede at forvandle den til mondænt sommerhotel, men planen blev aldrig realiseret.
I stedet fremkom der planer om at nedrive ejendommen for at udstykke den kostbare grund. Dette gav anledning til en lang strid mellem Hørsholm Kommune og daværende ejer Grossist Ole Emil Muldorff Frellsen om en eventuel fredning. En sådan viste sig dog umulig grundet bygningens beskedne alder, og i 1983 blev villaen revet ned.
I dag ligger bebyggelsen Mikkelborg Park på stedet.

## Navnet
Navnet refererer til Svastika-symbolet var den gamle brygger Carl Jacobsens lykketegn og længe havde været brugt af Carlsberg Bryggerierne som bomærke. Senere blev navnet ændret til Christianshøj.